# Zlatnianske skalky
Zlatnianske skalky byly přírodní rezervace v oblasti Muráňská planina. Nacházely se v katastrálním území obce Vaľkovňa v okrese Brezno v Banskobystrickém kraji. Území bylo vyhlášeno či novelizováno v roce 1981 na rozloze 30,67 ha. Ochranné pásmo nebylo stanoveno.
Přírodní rezervace byla k 1. říjnu 2022 zrušena a území bylo zařazeno do systému zón národního parku Muráňská planina.